# Gottfried Ludolf Camphausen

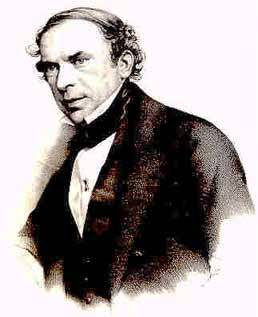
Gottfried Ludolf Camphausen

Gottfried Ludolf Camphausen (nacido el 10 de enero de 1803 en Hünshoven, cerca de Aquisgrán, y fallecido el 3 de diciembre de 1890 en Colonia) fue un banquero y político renano. Fue el líder de los liberales moderados en la provincia de Renania del Reino de Prusia durante el Vormärz. Durante la Revolución de marzo de 1848, fue nombrado ministro-Presidente del Gobierno Revolucionario de Prusia de marzo a julio de 1848.
Proveniente de una rica familia del Rin, prospera en el transporte fluvial y en la construcción de ferrocarriles. Muy activo políticamente en la ciudad de Colonia, participa en la creación del periódico liberal Rheinische Zeitung en 1842. En 1847, fue enviado al Parlamento del Reino de Prusia donde mantiene debates y pide uno sobre la Constitución en el reino. Poco después de su vuelta, estalla la revolución de marzo de 1848. El rey Federico Guillermo IV de Prusia se ve obligado a llevarlo al poder y, junto con David Hansemann, dirige el nuevo gobierno liberal moderado —también conocido como «ministerio renano», que según Luis Eugenio Togores, «permitió legalizar y encauzar la revolución, calmar a las masas»—. Busca constantemente el compromiso entre el poder gobernante y los revolucionarios. Por lo tanto, no convoca directamente a la Asamblea Nacional Prusiana, sino al Parlamento Prusiano Unido una vez más. Sin embargo, los demócratas, en primer lugar Benedikt Waldeck, rechazan esta solución de compromiso. Camphausen y Hansemann preparan a continuación una propuesta para una constitución que es rechazada por el rey y por el parlamento. Después de nuevos disturbios, Camphausen se ve obligado a dimitir. Luego se convierte en plenipotenciario para el reino de Prusia en la Asamblea de Frankfurt. Tras el fracaso de la revolución, participa en la Unión de Erfurt. Después de la disolución de esta última, se retira de la política y regresa a sus negocios. En 1860, sin embargo, entra en la Cámara de los Señores de Prusia.